# Députation provinciale de Salamanque
La députation provinciale de Salamanque, ou plus simplement la députation de Salamanque, est l'organe institutionnel propre à la province de Salamanque qui assure les différentes fonctions administratives et exécutives de la province.
Il comprend toutes les communes de la province et l'une de ses fonctions les plus importantes est d'aider au financement des communes pour la construction d'ouvrages publics et de coordonner l'action municipale.
Son siège est situé à Salamanque. Son président est un conseiller municipal conservateur de Beleña Francisco Javier Iglesias García.

## Histoire
La députation est créée en 1813 comme conséquence de la division de l'Espagne en provinces. Elle s'occupait alors des chantiers publics, de l'éducation, de la bienfaisance et servait d'intermédiaire entre les communes et l'État.

## Liste des présidents
| Période         | Période         | Parti | Parti | Président                           | Fonctions lors de l'élection   |
| --------------- | --------------- | ----- | ----- | ----------------------------------- | ------------------------------ |
| 1979            | 1982            |       | UCD   | Antonio Gómez Rodulfo Delgado       |                                |
| 1982            | 1983            |       | UCD   | José Muñoz Martín (es)              |                                |
| 1983            | 1988            |       | PSOE  | Juan José Melero Marcos             |                                |
| 1988            | 1991            |       | CDS   | María del Rosario Diego Díaz-Santos |                                |
| 1991            | 1995            |       | PP    | José Jesús Dávila Rodríguez         |                                |
| 1995            | 1996            |       | PP    | Gonzalo Sáinz Fernández             |                                |
| 1996            | 2001            |       | PP    | Alfonso Fernando Fernández Mañueco  |                                |
| 2001            | 2003            |       | PP    | Manuel Sánchez Velasco              |                                |
| 2003            | 10 juillet 2011 |       | PP    | Isabel Jiménez García (es)          | Maire de Macotera              |
| 11 juillet 2011 |                 |       | PP    | Francisco Javier Iglesias García    | Conseiller municipal de Beleña |

## Assignation des sièges par district judiciaire
Conformément à la Loi organique du régime électoral (LOREG), les députés provinciaux sont répartis dans chaque district judiciaire de la manière suivante :
| District judiciaire      | Sièges |
| ------------------------ | ------ |
| Béjar                    | 3      |
| Ciudad Rodrigo           | 3      |
| Peñaranada de Bracamonte | 2      |
| Salamanque               | 15     |
| Vitigudino               | 2      |

## Composition 2015 - 2019
La députation provinciale de Salamanque est composée de 25 membres pour la législature 2015 - 2019. Les députés provinciaux sont désignés par chaque formation politique dans chaque district judiciaire après la célébration des élections locales du 24 mai 2015 comme le prévoit la Loi organique du régime électoral général (LOREG).
| Parti | Parti                                    | Voix   | %     | Conseillers municipaux | Députés |
| ----- | ---------------------------------------- | ------ | ----- | ---------------------- | ------- |
|       | Parti populaire (PP)                     | 82 554 | 43,72 | 1 223                  | 13 / 25 |
|       | Parti socialiste ouvrier espagnol (PSOE) | 55 524 | 29,41 | 706                    | 9 / 25  |
|       | Ciudadanos (Cs)                          | 19 180 | 9,63  | 79                     | 2 / 25  |
|       | Podemos (Ganemos)                        | 9 990  | 5,29  | 4                      | 1 / 25  |

### Liste des députés
| Parti                                                                                 | Parti   | Fonction                        | Nom                              | District judiciaire                                  | Mandat                                         |
| ------------------------------------------------------------------------------------- | ------- | ------------------------------- | -------------------------------- | ---------------------------------------------------- | ---------------------------------------------- |
|                                                                                       | PP      | Président                       | Francisco Javier Iglesias García | Salamanque                                           | Conseiller municipal de Beleña                 |
| Premier vice-président délégué à l'Équipement                                         | PP      | Carlos García Sierra            | Salamanque                       | Conseiller municipal de Tabera de Abajo              |                                                |
| Deuxième vice-présidente déléguée à l'Économie, Finances, Emploi, Développement rural | PP      | Chalbera de la Torre Olvera     | Salamanque                       | Conseillère municipale de Santa Marta de Tormes      |                                                |
| Député délégué à l'Organisation, Ressources humaines                                  | PP      | José María Sánchez Martín       | Salamanque                       | Maire de Las Veguillas                               |                                                |
| Députée déléguée au Bien-être social, Famille, Jeunesse                               | PP      | Eva María Picado Valverde       | Salamanque                       | Maire de Machacón                                    |                                                |
| Député délégué à la Culture                                                           | PP      | Julián Barrera Prieto           | Peñaranda de Bracamonte          | Conseiller municipal de Villoria                     |                                                |
| Député délégué à la Présidence                                                        | PP      | Alejo Riñones Rico              | Béjar                            | Maire de Béjar                                       |                                                |
| Député délégué aux Plans provinciaux, Assistance aux communes                         | PP      | Antonio Luis Sánchez Martín     | Salamanque                       | Maire de Peñarandilla                                |                                                |
| Député délégué à l'Environnement et Protection civile                                 | PP      | Manuel Rufino García Núñez      | Ciudad Rodrigo                   | Maire de La Fuente de San Esteban                    |                                                |
| Député délégué à l'Agriculture, Élevage                                               | PP      | Román Javier Hernández Calvo    | Salamanque                       | Maire de Calzada de Valdunciel                       |                                                |
| Députée déléguée au Tourisme, Patrimoine artistique                                   | PP      | Francisco Javier García Hidalgo | Béjar                            | Maire de Villanueva del Conde                        |                                                |
| Députée déléguée au Sport, Éducation et École de tauromachie                          | PP      | Jesús María Ortiz Fernández     | Vitigudino                       | Maire de Barruecopardo                               |                                                |
| Député délégué au Régime intérieur, services généraux, parc automobile                | PP      | Marcelino Cordero Méndez        | Ciudad Rodrigo                   | Conseillère municipale de Ciudad Rodrigo             |                                                |
|                                                                                       | PSOE    | Porte-parole socialiste         | María del Carmen García Romero   | Salamanque                                           | Conseillère municipale de Doñinos de Salamanca |
| Député                                                                                | PSOE    | Francisco Martín del Molino     | Salamanque                       | Conseiller municipal de Florida de Liébana           |                                                |
| Député                                                                                | PSOE    | Manuel Ambrosio Sánchez Sánchez | Salamanque                       | Maire de Morille                                     |                                                |
| Député                                                                                | PSOE    | José Lucas Sánchez              | Salamanque                       | Maire de Galinduste                                  |                                                |
| Députée                                                                               | PSOE    | Beatríz Martín Alindado         | Salamanque                       | Conseillère municipale de San Cristóbal de la Cuesta |                                                |
| Député                                                                                | PSOE    | Antonio Luengo Hernández        | Béjar                            | Maire de Cristóbal de la Sierra                      |                                                |
| Députée                                                                               | PSOE    | Carmen Ávila de Manueles        | Peñaranda de Bracamonte          | Maire de Peñaranda de Bracamonte                     |                                                |
| Député                                                                                | PSOE    | Carlos Fernández Chanca         | Ciudad Rodrigo                   | Conseiller municipal de Ciudad Rodrigo               |                                                |
| Député                                                                                | PSOE    | José Francisco Bautista Méndez  | Vitigudino                       | Maire de Hinojosa de Duero                           |                                                |
|                                                                                       | Cs      | Porte-parole Ciudadanos         | Manuel Hernández Pérez           | Salamanque                                           | Maire de Doñinos de Salamanca                  |
| Député                                                                                | Cs      | Jesús de San Antonio Benito     | Salamanque                       | Conseiller municipal de Carbajosa de la Sagrada      |                                                |
|                                                                                       | Podemos | Député                          | Gabriel de la Mora González      | Salamanque                                           | Conseiller municipal de Salamanque             |